# Морско сражение
Морско сражение, също морски бой или морска битка, е еднократно (за разлика от продължителната морска война) стълкновение между бойни кораби (или съединения) на противоборстващи страни, имащо за главна цел унищожаване на неприятелската ескадра (или да и попречи да изпълни своята бойна задача).
Цяла поредица от големи морски сражения, а също така и десантно-бойни операции влизат в историята като важни и крайъгълни точки в противостоянията между великите сили. Нерядко решаващи за тях са новите технологии в корабостроенето и тактиката.

## Класификация
Военната енциклопедия на Ситин привежда следната класификация на морските сражения според броя на формированията и видовете на използваното в тях оръжие:
- Единичен бой.
- Ескадрен бой.

Ракетен морски бой е съвременен вид морски сражения (понякога с използването на палубна авиация въоръжена с ракети „въздух-кораб“), който, като правило, започва и завършва дълго преди противниците да влязат в зоната на визуален контакт (виж Ракетно оръжие).
Артилерийски морски бой – най-разпространения вид бой, тъй като започвайки от средните векове до средата на 20 век корабната артилерия е главното оръжие на военноморския флот. Със сближаването на противниците и влизането зоната на действие на другите родове оръжия, боя може да прерасне в комбиниран, когато, не прекратявайки действието на артилерията противниците пускат в действие минни и торпедни апарати, също и другите видове оръжия (виж корабна артилерия).
Торпеден морски бой може да се отнася само между специализираните минни съдове, въоръжени само с торпеда (вкл. подводници) или кораби, на които главното оръжие са торпедата (миноносци, торпедни катери, разрушители), например, при случайна среща или контраатака на такива съдове. Минния бой може да е съпроводен от действия на артилерията и бързо да премине в комбиниран.
Таранен морски бой, заради наличието на всеки кораб на далекобойно и съвменно оръжие, почти напъно изгубва своето значение в съвременността, тъй като противника, желая да нанесе удар с таран, ще принуден да постави своя кораб в неизгодни условия давайки на противника да нанесе непоправим ущърб на своя съд дълго преди, да успее да достигне вражеския съд. В епохата на ветрилно-гребния флот, тарана доста дълго време е главно оръжие в морските сражения. Нерядко след удара с таран последва аборжаж и бой, който в крайна сметка прераства в комбиниран.
Абордажен бой – виж Абордаж.
Комбиниран морски бой – морско сражение, в което се използват две и повече от описаните по-горе видове морски битки.
Морските сражения, в зависимост от броя на формированията и размерите на обхващаната територия, могат да бъдат:
- оперативни;
- стратегически.

Морските сражения, в зависимост от целите, могат да бъдат:
- настъпателни
- отбранителни;
- насрещни.

## Най-големите морски сражения в историята на Русия
- Хангутско сражение
- Сражение при Гренгам
- Чешменско сражение
- Първо Роченсалмско сражение
- Второ Роченсалмско сражение
- Сражение при нос Тендра
- Сражение при Калиакра
- Синопско сражение
- Цушимско сражение